# SAP Team
SAP Team  es un equipo  argentino de automovilismo de velocidad. Fue fundado en el año 2019 como una escudería tercerizada, por su propietario Juan Alfonso Garro, en alianza comercial con la empresa argentina de servicios y asistencia portuaria SAP. 
El concepto de esta escudería, es el de impulsar y promover la carrera deportiva de jóvenes pilotos, apoyándolos económicamente en su trayectoria por distintas categorías formativas del automovilismo argentino. Para ello, el equipo aplica el concepto de "escudería tercerizada", por la cual contrata a sus pilotos y a su vez, contrata en forma tercerizada los servicios de otros equipos ya constituidos. De esta forma, SAP Team supo formar alianzas con los equipos D'Bonis Racing y Galarza Racing para la atención y puesta en pista de sus unidades, ocupándose SAP Team de la contratación de sus pilotos representantes. 
Además de promover e impulsar la carrera deportiva de jóvenes talentos, SAP Team también acompaña la carrera de pilotos experimentados, buscando la posibilidad de expansión hacia el Turismo Carretera.
En 2022, SAP Team renovó su alianza con la escudería de Julio De Bonis para la puesta en pista de las unidades del equipo en Fórmula 3 Metropolitana y TC Pista, mientras que el equipo de Ramiro Galarza se encarga de la unidad del TC Pista Mouras. Otra alianza que mantiene esta escudería es con el equipo de Omar Martínez apoyando al piloto  Federico Pérez en la TC Pick Up, mientras que en el TC Mouras recurre a los servicios del equipo Las Toscas Racing.

## Historia
La historia del equipo SAP Team inició a fines del año  2019, cuando Juan Garro le propuso a Julio De Bonis la posibilidad de establecer un equipo de trabajo a nivel nacional, con características de apoyo a pilotos en categorías formativas. De esta forma, Garro se encargaba de poner los autos de su propiedad y de las contrataciones de pilotos, mientras que De Bonis hacía lo propio aportando la logística, movilidad y espacio físico para la preparación. El primer piloto en competir para esta escudería, fue Lucio Calvani de la Fórmula Metropolitana. Además de crear este equipo, Garro también acompañó el debut en TC Pista Mouras de Ian Reutemann, aunque solamente como patrocinador a través de la firma de servicios y asistencia portuaria SAP. 
En 2020, SAP Team se consolida con la incursión de tres pilotos de Fórmula Metropolitana: Lucio Calvani, Felipe Rey y Carlos Boero. Al mismo tiempo, se anunció también el ingreso del equipo a la categoría TC Pick Up, donde se contrató al piloto Federico Pérez, aunque contratando también los servicios del equipo de Omar Martínez. De esta forma, SAP Team adopta un esquema disruptivo, confiando a De Bonis sus Fórmula 3 y a Martínez la TCPK.
A la par de estas presentaciones, Garro continuó con su apoyo publicitario a Ian Reutemann, ya que tras haber iniciado el año dentro del RUS Med Team, el cese de actividades como consecuencia de la pandemia de COVID-19 declarada en 2020, trajo como consecuencia la rotura del acuerdo entre esa escudería y Ramiro Galarza (quien tercerizaba los servicios de ese equipo). En consecuencia, Garro apoyó a Reutemann para continuar compitiendo en el equipo de Galarza, logrando importantes resultados al finalizar el año.
En 2021, el equipo experimenta una expansión de su presencia, de cara al año venidero. Además de ratificar sus alianzas con De Bonis y Martínez, se suma a la red Ramiro Galarza, a quien le fue confiada la preparación de una unidad Dodge Cherokee para TC Pista Mouras. Por otra parte, Julio De Bonis se consolida como principal socio al serle confiados los coches de la Fórmula Metropolitana y un Dodge Cherokee para TC Pista. A su vez, Omar Martínez continuó teniendo a su cargo la Ford Ranger de TC Pick Up.
La principal novedad de esa temporada, fue el desembarco del equipo en el TC Pista, donde tras varios años recibiendo apoyo publicitario, finalmente Ian Reutemann ingresaba al equipo como piloto oficial, recibiendo las atenciones de Claudio Bonadeo en el chasis y Alfredo Fernández en el motor. Por su parte, Federico Pérez continuó su carrera en la TC Pick Up, mientras que en el TC Pista Mouras debutó el joven Gaspar Chansard. El plantel de pilotos se completó con los jóvenes Sofía Percara, Lucio Calvani, Alfredo Esterkin y Enzo Torres en la Fórmula Metropolitana. En esta temporada, el equipo conquistó su primer logro de importancia a nivel nacional, al proclamarse Gaspar Chansard como Campeón Argentino de TC Pista Mouras.
Para la temporada 2022, SAP Team confirmó su participación en la mayoría de las divisionales de ACTC, al incorporar para la divisional TC Pista al piloto correntino Humberto Krujoski y a Juan Pablo Pilo, mientras que en TC Pick Up continuó su alianza con el equipo de Omar Martínez poniendo en pista dos unidades Ford Ranger para Federico Pérez y Ayrton Londero. Por su parte y tras haber obtenido el campeonato de TC Pista Mouras, Gaspar Chansard debutó en la divisional TC Mouras, donde además la escudería cerró convenio con el equipo Las Toscas Racing para la atención de su Dodge. Dentro del TC Pista Mouras, el equipo continuó con la atención en pista de Ramiro Galarza, a la vez de ascender e incorporar definitivamente a Lucio Calvani, quien había debutado en la divisional en la última fecha del año 2020. Finalmente, el plantel de SAP Team se completó con los representantes en la Fórmula 3 Metropolitana, las pilotos Sofía Percara y Agustina Mattio y los pilotos Alfredo Esterkin y Enzo Torres.

## Participaciones en categorías de ACTC
| Categorías | Turismo Carretera | TC Pista | TC Mouras | TC Pista Mouras | TC Pick Up | TC Pista Pick Up | Fórmula 3 Metro |
| ---------- | ----------------- | -------- | --------- | --------------- | ---------- | ---------------- | --------------- |
| Temporadas |                   |          |           |                 |            |                  | 2019            |
| Temporadas |                   |          |           |                 | 2020       |                  | 2020            |
| Temporadas |                   | 2021     |           | 2021            | 2021       |                  | 2021            |
| Temporadas |                   | 2022     | 2022      | 2022            | 2022       |                  | 2022            |
| Temporadas | 2023              | 2023     | 2023      | 2023            | 2023       | 2023             | 2023            |
| Temporadas | 2024              | 2024     | 2024      | 2024            | 2024       | 2024             | 2024            |

## Palmarés
| TC Pista Mouras | TC Pista Mouras | TC Pista Mouras | TC Pista Mouras |
| Título          | Pilotos         | Automóvil       | Año             |
| --------------- | --------------- | --------------- | --------------- |
| Campeón         | Gaspar Chansard | Dodge Cherokee  | 2021            |